# Trek-Segafredo 2017
Questa voce raccoglie le informazioni riguardanti la squadra ciclistica Trek-Segafredo nelle competizioni ufficiali della stagione 2017.

## Organico

### Staff tecnico
|  | Naz.                   | Ruolo | Sportivo         |  |  |  |
|  | ---------------------- | ----- | ---------------- |  |  |  |
|  | Italia (bandiera)      | GM    | Luca Guercilena  |  |  |  |
|  | Francia (bandiera)     | DS    | Alain Gallopin   |  |  |  |
|  | Danimarca (bandiera)   | DS    | Kim Andersen     |  |  |  |
|  | Italia (bandiera)      | DS    | Adriano Baffi    |  |  |  |
|  | Italia (bandiera)      | DS    | Ivan Basso       |  |  |  |
|  | Belgio (bandiera)      | DS    | Dirk Demol       |  |  |  |
|  | Paesi Bassi (bandiera) | DS    | Steven de Jongh  |  |  |  |
|  | Belgio (bandiera)      | DS    | Luc Meersman     |  |  |  |
|  | Ucraina (bandiera)     | DS    | Jaroslav Popovyč |  |  |  |

### Rosa
|  | Naz.                   |  | Sportivo          | Anno |  |  |
|  | ---------------------- |  | ----------------- | ---- |  |  |
|  | Italia (bandiera)      |  | Eugenio Alafaci   | 1990 |  |  |
|  | Giappone (bandiera)    |  | Fumiyuki Beppu    | 1983 |  |  |
|  | Francia (bandiera)     |  | Julien Bernard    | 1992 |  |  |
|  | Austria (bandiera)     |  | Matthias Brändle  | 1989 |  |  |
|  | Portogallo (bandiera)  |  | André Cardoso     | 1984 |  |  |
|  | Italia (bandiera)      |  | Marco Coledan     | 1988 |  |  |
|  | Spagna (bandiera)      |  | Alberto Contador  | 1982 |  |  |
|  | Stati Uniti (bandiera) |  | Gregory Daniel    | 1994 |  |  |
|  | Germania (bandiera)    |  | John Degenkolb    | 1989 |  |  |
|  | Lussemburgo (bandiera) |  | Laurent Didier    | 1984 |  |  |
|  | Italia (bandiera)      |  | Fabio Felline     | 1990 |  |  |
|  | Austria (bandiera)     |  | Michael Gogl      | 1993 |  |  |
|  | Portogallo (bandiera)  |  | Ruben Guerreiro   | 1994 |  |  |
|  | Spagna (bandiera)      |  | Jesús Hernández   | 1981 |  |  |
|  | Spagna (bandiera)      |  | Markel Irizar     | 1980 |  |  |
|  | Paesi Bassi (bandiera) |  | Koen de Kort      | 1982 |  |  |
|  | Paesi Bassi (bandiera) |  | Bauke Mollema     | 1986 |  |  |
|  | Italia (bandiera)      |  | Giacomo Nizzolo   | 1989 |  |  |
|  | Colombia (bandiera)    |  | Jarlinson Pantano | 1985 |  |  |
|  | Danimarca (bandiera)   |  | Mads Pedersen     | 1995 |  |  |
|  | Paesi Bassi (bandiera) |  | Boy van Poppel    | 1988 |  |  |
|  | Svizzera (bandiera)    |  | Grégory Rast      | 1980 |  |  |
|  | Stati Uniti (bandiera) |  | Kiel Reijnen      | 1986 |  |  |
|  | Stati Uniti (bandiera) |  | Peter Stetina     | 1987 |  |  |
|  | Belgio (bandiera)      |  | Jasper Stuyven    | 1992 |  |  |
|  | Belgio (bandiera)      |  | Edward Theuns     | 1991 |  |  |
|  | Spagna (bandiera)      |  | Haimar Zubeldia   | 1977 |  |  |

## Palmarès

### Corse a tappe
World Tour
- Tour de Romandie

Prologo (Fabio Felline)
- Tour de France

15ª tappa (Bauke Mollema)
- BinckBank Tour

4ª tappa (Edward Theuns)
7ª tappa (Jasper Stuyven)
- Vuelta a España

20ª (Alberto Contador)
- Presidential Cycling Tour of Turkey

6ª tappa (Edward Theuns)
Continental
- Vuelta a San Juan

Classifica generale (Bauke Mollema)
- Dubai Tour

3ª tappa (John Degenkolb)
- Giro del Belgio

3ª tappa (Matthias Brändle)
- Hammer Series

2ª tappa
- Tour du Poitou-Charentes

4ª tappa (Mads Pedersen)
Classifica generale (Mads Pedersen)
- Post Danmark Rundt

3ª tappa (Mads Pedersen)
4ª tappa (Matthias Brändle)
Classifica generale (Mads Pedersen)

### Campionati nazionali
- Campionati colombiani

In linea (Jarlinson Pantano)
- Campionati danesi

In linea (Mads Pedersen)
- Campionati portoghesi

In linea (Ruben Guerreiro)

## Classifiche UCI

### Calendario mondiale UCI
Individuale
Piazzamenti dei corridori della Trek-Segafredo nella classifica individuale dell'UCI World Tour 2017.
| Pos. | Ciclista          | Punti |
| ---- | ----------------- | ----- |
| 10   | Alberto Contador  | 1 987 |
| 17   | Bauke Mollema     | 1 524 |
| 31   | Jasper Stuyven    | 1 120 |
| 36   | John Degenkolb    | 990   |
| 54   | Fabio Felline     | 749   |
| 89   | Edward Theuns     | 418   |
| 121  | Jarlinson Pantano | 246   |
| 128  | Ruben Guerreiro   | 208   |
| 155  | Michael Gogl      | 149   |
| 174  | Haimar Zubeldia   | 111   |
| 207  | Peter Stetina     | 82    |
| 244  | Koen de Kort      | 59    |
| 277  | Kiel Reijnen      | 41    |
| 278  | André Cardoso     | 41    |
| 294  | Julien Bernard    | 35    |
| 303  | Giacomo Nizzolo   | 32    |
| 307  | Jesús Hernández   | 29    |
| 311  | Boy van Poppel    | 28    |
| 316  | Grégory Rast      | 26    |
| 334  | Laurent Didier    | 22    |
| 357  | Matthias Brändle  | 15    |
| 368  | Fumiyuki Beppu    | 12    |
| 406  | Mads Pedersen     | 5     |
| 409  | Gregory Daniel    | 5     |

Squadra
La squadra Trek-Segafredo ha chiuso in quinta posizione con 7 934 punti.